# Чукисова, Ирина Игоревна
Ирина Игоревна Чукисова (род. 26 декабря 1987) — белорусская и российская футбольная нападающая.

## Биография
Ирина Игоревна Чукисова родилась в Белоруссии 26 декабря 1987 года. В 2005 году училась в 11 классе УОРа.

## Карьера

### В клубах
В 2003 году играла за ЖФК «Эдель-Имо» из Дзержинска (Минская область). В 2004 году играла за ЖФК «Немига» (Минск). Становилась чемпионкой Белоруссии в составе «Университета». В республиканской Спартакиаде по футболу среди девушек 1987/1988 годов рождения, посвящённой 60-летию Великой Победы, стала лучшим бомбардиром, забив 8 голов. После спарринга национальной сборной и московского «Спартака» ей поступило предложение перейти в Московский клуб. С 2006 по 2015 годы выступала в России за команды: «Спартак», «ШВСМ Измайлово», «Надежда», «Зоркий» и «Россиянка». В составе «Измайлова» играла в финале Кубка России 2013 года.
В 2016 году заключила контракт с казахстанским клубом «Астана».

### В сборной
В 2003 году дебютировала в составе юниорской сборной Белоруссии для игроков до 19 лет. Выходила на замену в трех отборочных матчах Чемпионата Европы 2004 года в сентябре 2003 года. Позже играла за женскую сборную страны.

### В качестве функционера
В сезоне 2018 года была начальницей женской команды московского «Локомотива».

### Достижения
- Чемпионка Белоруссии в составе ЖФК Университет (2): 2004, 2005
- Обладательница кубка Белоруссии по футболу в составе ЖФК Университет: 2005
- Финалистка Кубка России (2): 2011/2012, 2013.